# Oravská kotlina
Oravská kotlina je geomorfologický celek Podhôľno-magurské oblasti. Nachází se v Žilinském kraji na Slovensku.

## Polohopis
Ze severu a západu je ohraničená Podbeskydskou vrchovinou, z jihu Oravskou Magurou, Oravskou vrchovinou a Skorušinskými vrchy.  Za státní hranicí pokračuje jako kotlina Orawsko-Nowotarska do Polska. V západní části kotliny se nachází Oravská přehrada a území kotliny odvodňuje řeka Orava se svými přítoky Jelešňa a Oravice. 
Oravská kotlina nemá žádný podcelek, ale na západě leží geomorfologická část Hruštínské podolie. 

## Sídla v Oravské kotlině
Oravská kotlina patří mezi středně hustě zalidněné území a leží zde města Tvrdošín, Trstená a Námestovo, z významnějších sídel například Liesek, Suchá Hora, Vitanová a Zubrohlava.

## Doprava
Území Oravské kotliny patří mezi dopravně významné území, jelikož její centrální částí vede důležitá severojižní dopravní spojnice, dnes mezinárodní silnice E 77, vedoucí v trase silnice I/59. Spojuje Budapešť přes Zvolen a Dolný Kubín s Krakovem, přičemž prochází městy Tvrdošín a Trstená. Z regionálních silnic je významná i silnice I/78, která prochází západním okrajem kotliny přes Námestovo do Polska a zejména silnice II/520, která vede územím horní Oravy od Kysuc přes Námestovo a Trstené až na hraniční přechod v Suché Hoře. Železniční doprava v kotlině je pouze doplňková a po zrušení propojení do Polska vede současná trať jen do stanice v Trstené.